# Агиров, Мурат Идрисович
Мурат Идрисович Агиров (род. 11 марта 1977, Черкесск, Ставропольский край) — российский самбист и дзюдоист, чемпион России и Европы по самбо, мастер спорта России международного класса.

## Биография
В 8 лет начал заниматься дзюдо и самбо. Его первым тренером был Аюб Пшмахов. Затем его тренером стал Мухамед Папшуов. В 1994 году выполнил норматив мастера спорта России, а в 1995 году стал мастером спорта международного класса по самбо. В 1998 году окончил факультет юриспруденции Северо-Кавказской государственной гуманитарно-технической академии.

## Спортивные результаты
- Первенство России по самбо 1995 года — ;
- Первенство Европы по самбо среди юношей 1995 года (Киев) — ;
- Первенство мира по самбо среди юношей 1995 года (Болгария) — ;
- Международный турнир по дзюдо 1995 года (Неаполь) — ;
- Первенство России по самбо среди молодёжи 1996 года (Черкесск) — ;
- Первенство Европы по самбо среди молодёжи 1996 года (Югославия) — 5 место;
- Первенство мира по самбо среди молодёжи 1996 года (Киев) — ;
- Игры Доброй воли Северного Кавказа по самбо 1998 года (Кисловодск) — ;
- Чемпионат России по самбо 2002 года — ;